# Pumpensumpf

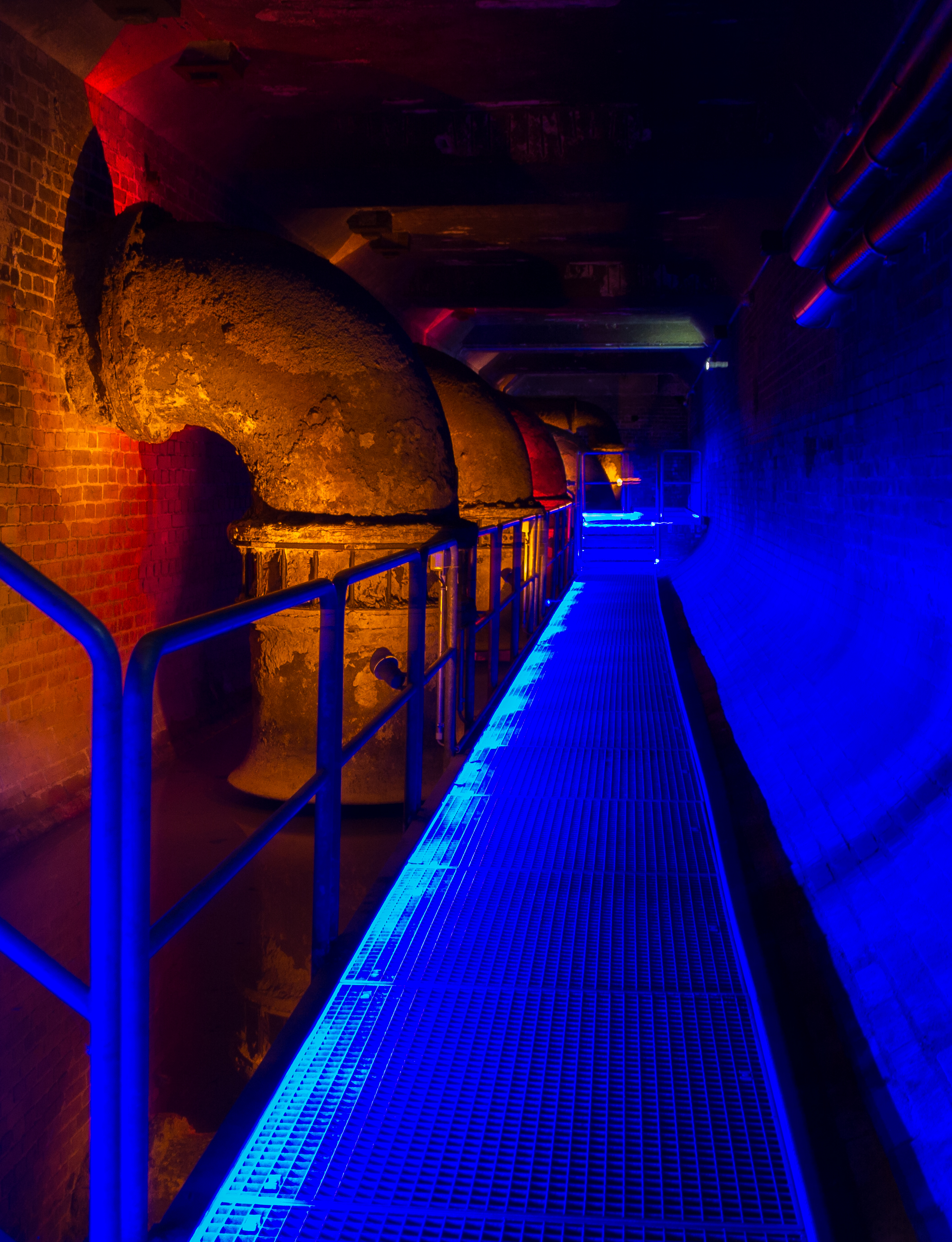
Pumpensumpf im Alten Pumpwerk in Bremen

Pumpensumpf bezeichnet im Bauwesen und Maschinenbau einen Behälter oder kleinen Raum um den Saugstutzen einer Pumpe herum, in dem sich das zu fördernde Medium sammelt.
Der Pumpensumpf liegt in der Regel am tiefsten Punkt eines Entwässerungssystems, das der Drainage oder der Abwasserentsorgung (Abwasserhebeanlage) dient. Mittels der Pumpe wird das Wasser bzw. Abwasser von dort auf ein höheres Niveau, ggf. oberhalb der Rückstauebene, befördert.
Wenn ein Ablauf oberhalb des Zulaufs eines Schachtes liegt, also ein Ablauf mit Gefälle nicht möglich ist, wird ein Hebeschacht angelegt und das Medium mittels einer elektrischen Pumpe angehoben. Diese Technik wird auch bei Grundwasserabsenkungen eingesetzt.